# The Last Shadow Puppets
I The Last Shadow Puppets sono un supergruppo musicale britannico formato da Alex Turner, leader del gruppo indie rock degli Arctic Monkeys e Miles Kane, ex-leader del gruppo The Rascals ed ex-chitarrista dei Little Flames, ora solista. Alla batteria sono accompagnati dal loro amico e produttore James Ford, mentre al basso da Zach Dawes dei Mini Mansions.

## Storia
I due membri si conobbero nel maggio del 2005 quando Kane, insieme al suo ex-gruppo The Little Flames, fece da supporto alla band di Turner durante un concerto di Inghilterra. I due divennero amici e da lì nacquero diverse collaborazioni, sempre in ambito musicale, tra Kane e gli Arctic Monkeys. Fra esse si ricorda la collaborazione di Kane alla canzone 505 contenuta in Favourite Worst Nightmare e ad altre canzoni tratte dallo stesso album oltre che ad altre B-side del gruppo.

### The Age of the Understatement
La convergenza artistica dei due cantanti portò alla nascita dei The Last Shadow Puppets come progetto parallelo alle loro band. L'album di debutto, intitolato The Age of the Understatement è stato pubblicato il 21 aprile 2008 in Inghilterra trainato dal singolo omonimo.

### Successive collaborazioni
Il 12 agosto 2010 suonano insieme alcuni brani dei Last Shadow Puppets al Club Nokia di Los Angeles, in un concerto di beneficenza per il bassista degli Eagles of Death Metal Brian O' Connor, a cui era stato diagnosticato un cancro.
Alex Turner ha collaborato alla scrittura dei testi dell'album Colour of the Trap di Miles Kane.
Il 3 febbraio 2012, in occasione del concerto degli Arctic Monkeys all'Olympia di Parigi, Miles, di supporto alla band, invita il frontman Alex Turner sul palco per suonare Standing Next to Me, brano dei Last Shadow Puppets, dopo due anni dalla loro ultima esibizione dal vivo insieme.
Il 28 giugno 2013, giorno inaugurale del Festival di Glastonbury, Kane si è esibito sul John Peel Stage ripetendo ciò che aveva già fatto un anno prima, cioè invitare Turner sul palco per suonare il brano Standing Next to Me, e poi si è unito agli Arctic Monkeys, con cui ha suonato 505.
Nel 2014, in occasione del concerto degli Arctic Monkeys il 24 maggio a Finsbury Park, Kane all'inizio dell'encore si è nuovamente unito a Turner per suonare Standing Next to Me.

### Everything You've Come to Expect
Il 3 e il 28 dicembre 2015 sulla loro pagina Facebook vengono pubblicati due nuovi video che segnalano l'arrivo di un nuovo album nella primavera del 2016.
Il 10 gennaio 2016 esce su Youtube il loro nuovo singolo Bad Habits annunciato in contemporanea sulla loro pagina Facebook. Novità è l'ingresso in pianta stabile del gruppo del bassista dei Mini Mansions Zach Dawes. Il 20 gennaio viene annunciato il nome dell'album, Everything You've Come to Expect, e la data d'uscita, 1º aprile 2016.
Il tour di Everything You've Come To Expect è partito il 24 marzo 2016 a Cambridge. I Last Shadow Puppets sono accompagnati nei concerti dal batterista Loren Humphrey, dalla band newyorkese Guards, e dal tastierista Tyler Parkford, anche lui dei Mini Mansions.

## Formazione

### The Last Shadow Puppets
- Miles Kane – voce, chitarra, cori (2007-presente)
- Alex Turner – voce, chitarra, cori, tamburino (2007-presente)
- Zach Dawes – basso (2016-presente)
- James Ford – batteria (2007-presente)

### Turnisti
- Tyler Parkford – tastiere (2016-presente)
- Loren Humphrey – batteria (2016-presente)

### Ex turnisti
- Stephen Fretwell – basso (2008)
- John Ashton – tastiere (2008)

## Discografia

### Album in studio
- 2008 – The Age of the Understatement
- 2016 – Everything You've Come to Expect

### EP
- 2008 – The Age of the Understatement
- 2008 – Standing Next to Me
- 2008 – My Mistakes Were Made for You

### Singoli
- 2008 – The Age of the Understatement
- 2008 – Standing Next to Me
- 2008 – My Mistakes Were Made for You
- 2016 – Bad Habits
- 2016 – Everything You've Come to Expect
- 2016 – Aviation
- 2016 – Miracle Aligner